# Досье Farewell
Досье Farewell — массив особо-секретных документов, переданных на Запад полковником КГБ Владимиром Ветровым в 1981—1982 годах.
Среди информации, которую Ветров передал на Запад, была полная схема организации научно-технической разведки КГБ. Ветров сообщал о задачах, достижениях и невыполненных целях этой программы. Ветров также раскрыл имена 70 источников КГБ в 15 западных странах и 450 сотрудников советской разведки, занимавшихся сбором научно-технической информации. Переданная информация привела к высылке почти 150 советских разведчиков из разных стран Запада.
На основе данных Ветрова ЦРУ провело контр-операцию, подбросив СССР ложные технические сведения в таких областях как технология стелс, противоракетная оборона и др. Кроме того, в похищенные КГБ западные программные продукты был встроен зловредный программный код, что возможно привело, в частности, к взрыву на газопроводе Уренгой — Сургут — Челябинск в 1982 году
По мотивам истории Ветрова в 2009 был снят фильм «Прощальное дело».

## Сноски и примечания
1. ↑  Thomas C. Reed, 2004, Chapter: Dawn of the Information Age, с. 170.
2. ↑  L'affaire Farewell, IMDb, Архивировано 21 марта 2021, Дата обращения: 29 июля 2012 Источник. Дата обращения: 29 июля 2012. Архивировано 21 марта 2021 года.